# Schwedische Literaturgesellschaft in Finnland

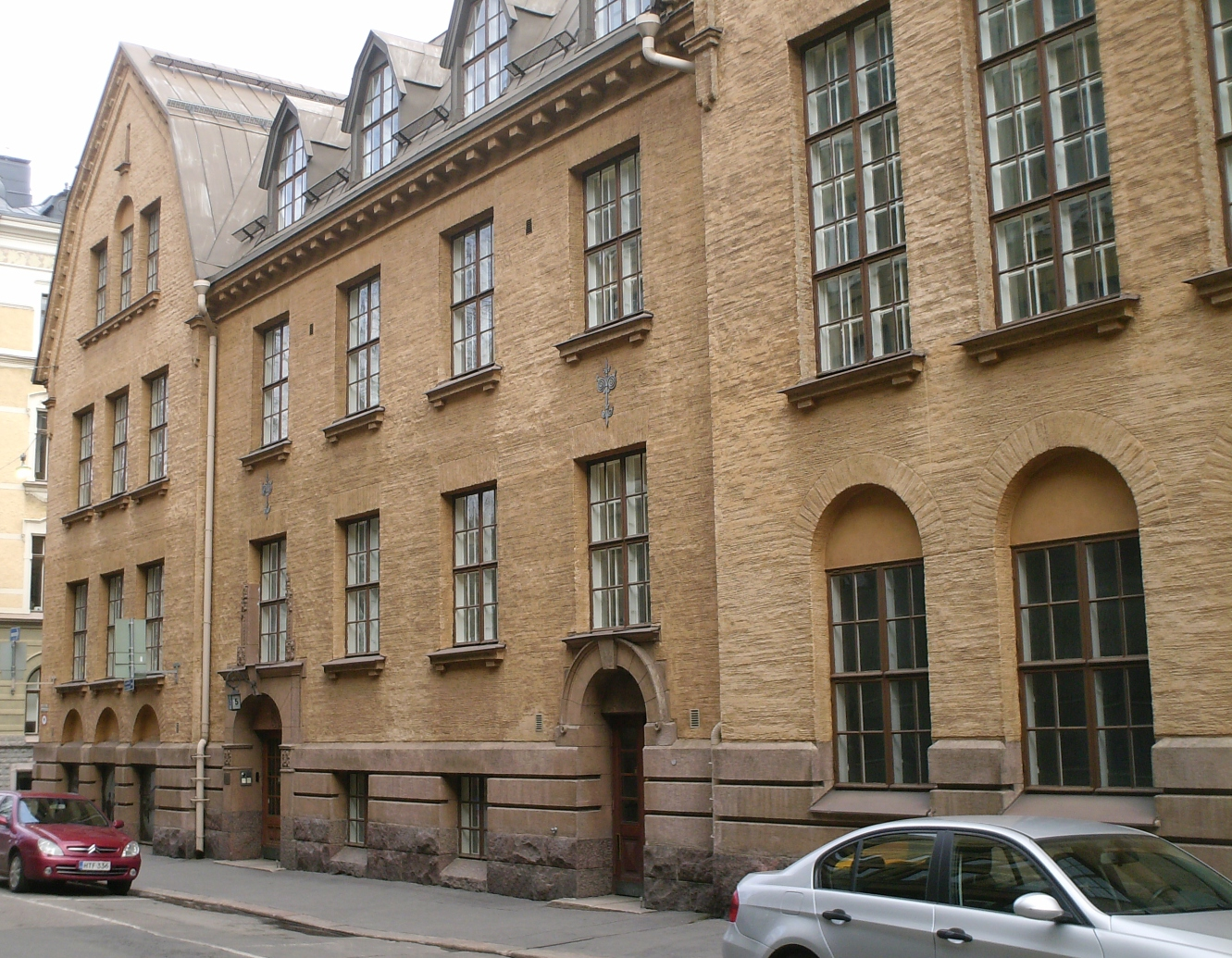
Hauptgebäude der Schwedischen Literaturgesellschaft in Finnland an der Adresse Riddaregata 5 im Stadtteil Kronohagen von Helsingfors

Die Schwedische Literaturgesellschaft in Finnland, schwedisch Svenska litteratursällskapet i Finland (SLS) (deutsch auch „Gesellschaft der schwedischen Literatur in Finnland“) ist eine wissenschaftliche Gesellschaft zur Erforschung und Förderung der finnlandschwedischen Sprache, Literatur und Kultur. Ihr Hauptsitz befindet sich seit der Gründung, die 1885 zu Ehren von Johan Ludvig Runeberg stattfand, in Helsingfors (finnisch Helsinki).

## Tätigkeitsfelder
SLS ist eine der wichtigsten finnlandschwedischen Institutionen, die jedes Jahr eine Reihe von Preisen und Stipendien vergibt. Die bedeutendsten Ehrungen sind der Karl-Emil-Tollander-Preis am 5. Februar (Runebergs Geburtstag), der am höchsten dotierten Literaturpreis in Finnland und der Staatsrat-Mauritz-Hallberg-Preis am 16. Mai für Dissertationen.

### Schriftenreihen
Die Gesellschaft betreibt einen eigenen Verlag, der die folgenden wissenschaftliche Schriftenreihen und Einzelwerke über Svenskfinland („Schwedischfinnland“) herausgibt.
- Folklivsstudier
- Folkloristiska och etnografiska studier
- Historiska och litteraturhistoriska studier
- Levnadsteckningar
- Pehr Kalms Resa till Norra Amerika
- Samlade skrifter av Johan Ludvig Runeberg
- Släktbok
- Studier i nordisk filologi skriftserie

Die Themenfelder dieser Reihen erstrecken sich von Ethnologie über Literatur- und Sprachwissenschaften zu Geschichts- und Gesellschaftswissenschaften.

### Archive und Sammlungen
SLS besitzt außerdem die folgenden Archive und Materialsammlungen zur Erforschung und Bewahrung des finnlandschwedischen Kulturerbes.
- Historiska och litteraturhistoriska arkivet („Historisches und literaturhistorisches Archiv“)
- Folkkultursarkivet („Volkskulturarchiv“)
- Språkarkivet („Spracharchiv“)
- Finlands svenska folkmusikinstitut („Finnlandschwedisches Volksmusikarchiv“)
- Österbottens traditionsarkiv („Österbottens Traditionsarchiv“)

Die ersten drei Archive befinden sich in Helsingfors, die beiden letzten in Vasa (finnisch Vaasa).